# Батир-Капай
Бати́р-Капа́й (каз. Батыр Қапай) — село у складі Жарминського району Абайської області Казахстану. Входить до складу Калбатауського сільського округу.
Населення — 453 особи (2021; 455 у 2009, 405 у 1999, 474 у 1989).
Національний склад станом на 1989 рік:
- казахи — 32 %
- росіяни — 30 %
- німці — 27 %

До 2007 року село називалось Васильковка.